# 雷波廳
雷波廳是清代的一個廳。治所即今四川雷波縣。乾隆二十六年五月，裁雷波衛、黃螂所置雷波廳。
雷波廳在敘州府西南五百七十里。本屏山縣地，名雷波鄉。康熙初置長官司。雍正六年改雷波衞。乾隆二十六年升廳。